# La Mer !
Pour les articles homonymes, voir La Mer.
La Mer !, op. 58, est une œuvre de la compositrice Mel Bonis, datant de 1903.

## Composition
Mel Bonis compose sa mélodie La Mer ! dans deux versions. Le texte est de la compositrice elle-même, qu'elle publie sous le nom de L. de Soul ar Feuntun. La première version est pour ténor ou soprano, en ré bémol majeur. La deuxième version est pour mezzo-soprano ou baryton en si bémol majeur. L'œuvre est publiée en 1903 par la compositrice elle-même. Elle est rééditée en 2001 puis en 2014 par les éditions Armiane.

## Analyse
Selon Jardin, Le texte est d'un genre léger et humoristique, d'inspiration populaire.
Mel Bonis décrit le rivage de manière poétique "le baiser de la vague au sable de la plage", le texte musical est d'un grand romantisme. Pour conclure, elle affirme la supériorité de l'âme chrétienne sur les beautés de la nature.

## Discographie
Mel Bonis, l'œuvre vocale: Doron musique, 2006

## Sources
- Étienne Jardin, Mel Bonis (1858-1937) : parcours d'une compositrice de la Belle Époque, 2020 (ISBN 978-2-330-13313-9 et 2-330-13313-8, OCLC 1153996478, lire en ligne)